# Малышка Мю
Малышка Мю (швед. Lilla My) — героиня серии книг про муми-троллей, написанной финской писательницей Туве Янссон. Она впервые появляется в четвёртой книге Мемуары Муми-папы (1950).

## Описание
Малышка Мю — самая маленькая, целеустремленная и совершенно независимая мюмла. Если она что-то хочет, она это тут же делает. Она прямолинейна, непослушна, абсолютно эгоистична, всё знает, но не интересуется чужими делами. Может быть хорошим другом, если захочет. 
Малышка Мю — родная сестра дочери Мюмлы и единоутробная сестра Снусмумрика, а также имеет большое количество других братьев и сестёр. Была удочерена семьёй муми-троллей и жила с ними сначала в Муми-доле, позже на острове с маяком, и вновь в Муми-доле.
Малышка Мю впервые появляется в седьмой главе книги «Мемуары Муми-папы». Она также присутствует в таких книгах как «Опасное лето», «Волшебная зима» и «Муми-папа и море»; в рассказах «История о последнем на свете драконе», «Дитя-невидимка», «Ёлка». Малышка Мю упоминается, но отсутствует в книге «В конце ноября», в рассказе «Секрет хатифнаттов».